# Васильєва Людмила Павлівна
Васильєва Людмила Павлівна (нар. 11 червня 1957, Львів) — український мовознавець, перекладач, фахівець із південно- та західнослов'янських мов. Професор кафедри слов'янської філології філологічного факультету Львівського національного університету імені Івана Франка.

## Життєпис
Народилася 11 червня 1957 року в м. Львові. Закінчила СШ № 28 м. Львова. Навчалася на філологічному факультеті й аспірантурі Львівського університету імені Івана Франка.
1984 року захистила кандидатську дисертацію «Сучасна сербсько-хорватська суспільно-політична лексика (післявоєнний період)».
З 1991 року доцент, з 2004 року доктор філол. наук («Становлення і розвиток літературних мов штокавської діасистеми»), професор (2006).
Автор понад 220 наукових, науково-методичних праць, словників, наукових рецензій та наукових та художніх перекладів, опублікованих в Україні та в 10 країнах світу, у тому числі підручників «Хорватська мова для українців», «Хорватська мова» (Львів, 2007); посібника «Хорватська мова» (Львів, 2007), у співавт. з Д. Пешордою), словників: «Українсько-сербського тематичного словника», «Українсько-словенського тематичного словника», «Українсько-хорватського тематичного словника» (співавт. Б. Сокіл, О. Ткачук, Я. Волмайер Лубей, П. Лубей) (2015—2017), «Українсько-хорватського словника» (співав. О.Ткачук, В.Чумак) (2018), правопису чорногорської мови «Pravopis crnogorskog jezika» (співав. А. Чиргич, Й. Силич, М. Перович 2010), монографій «Штокавські літературні мови: проблеми становлення, розвитку, сучасний стан» (2002), «Південнослов'янська проблематика в мовознавчих зацікавленнях Івана Франка» (2006), «Srednjojužnoslavenski jezici u sinkroniji i dijakroniji» (2010).антології «Antologija suvremene ukrajinske književnosti» (2008) (співавт. Г. Крук, Д. Пешорда).

## Курси
- Історична граматика основної слов'янської мови (хорватської);
- Історія основної слов'янської мови (хорватської);
- Основна слов'янська (хорватська) мова;
- Основна слов'янська мова (хорватська);
- Теоретичні питання слов'янського мовознавства;
- Наукова-дослідна практика; Педагогічна (асистентська) практика.

## Проекти
Учасник міжнародних та всеукраїнських наукових форумів: Світових славістичних конґресів хорватистів (1999, 2003, 2006,2009), XIV Міжнародних з'їздів славістів (2008, 2013, 2018), симпозіумів та конференцій у Хорватії, Словенії, Польщі, Словаччині, Сербії та Чорногорії, Угорщині, Росії, Білорусі, Литві та Австрії.
Член спеціалізованих вчених рад із захисту дисертацій у Льв.університеті. університеті, Експертної ради ДАК, редколегій вітчизняних та іноземних часописів та наукових збірників Život i škola (Осієк, Хорватія), Lingua montenegrina (Цетинє, Чорногорія), Zlatni danci (Осієк, Хорватія), Studia lexikographica (Загреб, Хорватія); Вісник Львівського університету. Сер. філол., Ритми сучасної філології, Теорія і практика викладання української мови як іноземної, Мова і суспільство, Слов'янський збірник. Член Українського комітету славістів. Академік Дуклянської академії наук (Чорногорія).
7.02.2020 взяла участь у тренінгу «Працевлаштування студентів. Труднощі та виклики», який організувала компанія «Нестле Бізнес Сервіс Львів». Участь у тренінгу засвідчує отриманий сертифікат. Важливою частиною зустрічі була дискусія, присвячена пошукам стратегій профорієнтації та працевлаштування студентів, упродовж якої учасники спільно шукали нових ефективних шляхів побудови взаємин між зво та стейкхолдерами.

## Публікації

### Монографії
- Васильєва Л. Штокавські літературні мови: проблеми становлення, розвитку, сучасний стан. — Львів: Вид-во ЛНУ імені Івана Франка, 2002. — 344 с.
- Васильєва Л. Південнослов'янська проблематика в мовознавчих зацікавленнях Івана Франка. — Львів: Львів: Вид-во ЛНУ імені Івана Франка, 2006. — 72 с.
- Vasiljeva Lj. Antologija suvremene ukrajinske književnosti / Prijevodi s ukr. jezika (koaut. H. Kruk. D. Pešorda). Osijek, 2008. — 248 s.
- Vasiljeva Lj. Srednjojužnoslavenski jezici u sinkroniji i dijakr.

### Словники
- Васильєва Л., Воллмаєр-Лубей Я., Лубей П., Сокіл Б. Українсько-словенський тематичний словник / [укр. Л. П. Васильєва, Я. Воллмаєр-Лубей, П. Лубей, Б. М. Сокіл.]. — Львів: ЛНУ імені Івана Франка, 2015. — 359 с.
- Васильєва Л., Сокіл Б. Українсько-сербський тематичний словник / [укл.. Л. П. Васильєва,  Б. М. Сокіл.]. — Львів: ЛНУ імені Івана Франка, 2016. — 349 с.
- Васильєва Л., Сокіл Б., Ткачук О.  Українсько-хорватський тематичний словник / [укл.. Л. П. Васильєва, Б. М. Сокіл, О. Б. Ткачук]. — Львів: ЛНУ імені Івана Франка, 2016. — 353 с.
- Васильєва Л., Ткачук О. Чумак В. Українсько-хорватський словник. Київ: Словники України, 2018.- 630 с.

### Статті
- Васильєва Л. Становлення мовних стандартів — сербського, хорватського, боснійського і чорногорського — в межах штокавської діасистеми // Записки Наукового товариства імені Шевченка. Третя філологічна секція. — Львів, 2004. — Т. 246. — С. 341—352.
- Васильєва Л. Роль етнічної і культурної ідентичності в динаміці мовних зрушень в ареалі мов штокавської діасистеми // Вісник Львівського університету. — Серія філологічна. Львів, 2004. — Вип. 34. — С. 99-106.
- Vasiljeva Lj. Neuništivost naroda i jezika // Prof. dr. Milorad Nikčević. Ogledi / studije / susreti. Apologetika crnogorskoga jezika, HCDP "Croatica-Montenegrina RH i CKD "M-M Osijek, Institut za crnogorski jezik i jezikoslovlje Cetinje. — Osijek, 2004. — Str. 221—225.
- Vasiljeva Lj. Suvremena situacija u slavenskom jezičnom svijetu i stokavski književni jezici (socioligvistički i genetskolingvistički aspekti) // Štokavski književni jezici u porodici slovenskih standardnih jezika. Zbornik saopštenja s međunarodnog naučnog skupa, Crnogorski Pen Centar, DANU. — Podgorica, 2004. — Str. 59-71.
- Васильєва Л. Словотвір прикметників на позначення кольорів та їх відтінків у верхньолужицькій та інших слов'янських мовах // Питання сорабістики. — Львів, 2005 — С. 168—175.
- Васильєва Л. Сучасні південнослов'янські мови: сербська, хорватська, боснійська і чорногорська — з погляду соціолінгвістики // Мовознавство. — 2006. — № 1. — С. 29-38.
- Васильєва Л. Obiteljski nazivi u književnom jeziku te njihova uporaba u dječjoj književnosti // Zlatni danci 7. Zbornik radova. — Osijek, 2006. — S. 103—111.
- Васильєва Л. Методичні засади формування комунікативної компетенції студентів засобами іноземної мови // Теорія і практика викладання української мови як іноземної: матеріали Міжнародного науково-методичного семінару. — Львів, 2006. — С. 28-33.

1. Васильєва Л. Мова як засіб функціонування й ідентифікації культури. Ритми Сучасної філології: Збірник наукових статей. — Львів, 2007. — С. 126—137.

- Васильєва Л. Жінка і її мова. Сучасна педагогічна риторика: теорія, практика, між предметні зв'язки: Збірник наукових праць за матеріалами наукового семінару. — Львів, 2007. — С. 210—219.
- Васильєва Л. Svjetonazor Ukrajinaca i mitologija: Bogovi Dažbog i Svarog u Kijevskoj Rusiji u ljetopisima i ckvenim poukama // Zlatni danci 8. Zbornik radova. — Osijek, 2007. — S. 141—147.
- Васильєва Л., Коць-Григорчук Л. Стандартизація слов'янських мов і формування правописних норм в ономастиці // Мовознавство. — 2008. — № 2-3. — С. 222—235.
- Васильєва Л. O jeziku Gardaševih bajki // Zlatni danci 8. Zbornik radova. — Osijek, 2008. — S. 121—127.
- Васильєва Л. «Antologija suvremene ukrajinske književnosti» / Переклали з укр. Л. Васильєва, Г. Крук, Д. Пешорда. — Осієк, 2008. — 248 s.
- Васильева Л. Коммуникативный подход к художественному тексту в процессе обучения чтению (коммуникативная компетенция, коммуникативная стратегия) // Književnost v izobraževanju — cilji, vsebine, metode. — Ljubljana, 2008. — S. 285—292.
- Васильєва Л. Dinamika razvoja srpskog, hrvatskog i bosanskog jezika krajem XX. i početkom XXI. Stoljeća // Jezični varijeteti I nacionalni identiteti. — Zagreb: Disput, 2009. — S. 237—252.
- Васильєва Л. П. Соціолінгвістична оцінка мовної ситуації в Чорногорії / Васильєва Л. П. // Мовознавство. — 2015. — № 1. — С.67-77.
- Васильєва Л. П. Методичний статус навчальних словників у викладанні слов'янських мов як іноземних / Васильєва Л. П. // Теорія і практика викладання української мови як іноземної. — Збірник наукових праць. Вип.11. — Львів: ЛНУ імені Івана Франка, 2015. — С.71-80.
- Vasiljeva Lj. Alice u Ukrajini ili o ukrajinskim prijevodima djela Lewisa Carrolla/ VasiljevaLj. / /Libri et Liberi. — Journal of Researchon Children'sLiteratureandCulture. Vol.4. No.2. Zagreb: Croatian Association of of Research on Children's Literature.2015 — P.395-413.
- Васильєва Л. П. Національно-культурна ідентичність та етнокультурні асоціації / Васильєва Л. П. // Мовознавство. — 2016. — № 1. — С.11-22.
- Васильєва Л. Ю. О. Жлуктенко — зачинатель нового напряму в методиці викладання української мови як іноземної (до 100-річчя від дня народження науковця) / Васильєва Л. //Теорія і практика викладання української мови як іноземної. — Збірник наукових праць. Вип.11. — Львів: ЛНУ імені Івана Франка, 2015. — С.41-52.
- Васильєва Л. Лінгвопрагматичні засади укладання сучасних українсько-південнослов'янських двомовних словників / Л. П. Васильєва // Слов'янські обрії: доповіді українських учасників XVI Міжнародного з'їзду славістів (м. Белград, Сербія, 20—27 серп. 2018 р.) — Вип. 9. К: Національна бібліотека України імені В. І. Вернадського ; Український комітет славістів., 2018. — C.3-18.
- Васильєва Л. П. Роль сучасних українсько-південнослов'янських двомовних словників у створенні української національної лінгвістичної інфраструктури / Л. П. Васильєва // Мовознавство. — 2018. — № 6. — С. 20-29.
- Vasylyeva L. Tematické slovníky vo výučbe slovanských jazykov ako cudzích/ L. Vasylyeva// Jazyk a umenie pre deti amládež vhodnotových a didaktických pohľadoch. — Prešov: Prešovská univerzita v Prešove, Pedagogická fakulta; 2019- — S.252-259.
- Васильєва Л. Слово про хорватську мову (генеза, історія, сучасний стан) / Л. Васильєва // Вісник Львівського університету. Серія філологічна. Випуск 69. Львів, ЛНУ ім.. Івана Франка, 2018. — С.111-121.
- Lj. Razvoj ortografskih normi u slavenskoj onomastici (kraj XX — početak XXI st.) Lj. Vasiljeva //LINGUA MONTENEGRINA 24/2019. — S.3-30.
- Васильєва Л. Мовна ситуація в Хорватії на тлі мовної політики в країні (ХХ–поч. XXI ст.) / Л ВАСИЛЬЄВА // Мова і суспільство. Вип. 9. Львів: ЛНУ ім. Івана Франка. — 2018. –С.33–46.

## Нагороди
Грамота від ректора Львівського національного університету імені Івана Франка Вакарчука І.О. за багаторічну сумлінну працю та вагомі здобутки у науково-педагогічній діяльності (2007).
Подяка від Міністерства освіти і науки Чорногорії і міністра Сретена Шкулетича за внесок у стандартизацію чорногорської мови (2010).
Грамота від ректора Львівського національного університету імені Івана Франка Мельника В.П. за багаторічну сумлінну працю та вагомі здобутки у науково-педагогічній діяльності (2017).
Подяка Міністерства освіти і науки України за багаторічну сумлінну працю та вагомий особистий внесок у підготовку висококваліфікованих спеціалістів (2017).
Грамота Факультету чорногорської мови і літератури за особливий внесок у монтенегрістику (2017).